# Gauliga Hessen-Nassau 1941/42
De Gauliga Hessen-Nassau 1941/42 was het eerste voetbalkampioenschap van de Gauliga Hessen-Nassau. De Gauliga Südwest-Mainhessen werd omwille van de Tweede Wereldoorlog in twee nieuwe Gauliga's opgesplitst.
Kickers Offenbach werd kampioen en plaatste zich voor de eindronde om de Duitse landstitel. De club versloeg VfL Köln 1899 en Werder Bremen. In de halve finale werd de club met 6-0 verslagen door FC Schalke 04.

## Eindstand

### Groep 1
| Plaats | Club                   | Wed. | W  | G | V  | Saldo | Ptn.  |
| ------ | ---------------------- | ---- | -- | - | -- | ----- | ----- |
| 1.     | Offenbacher FC Kickers | 12   | 11 | 1 | 0  | 50:13 | 23:1  |
| 2.     | Eintracht Frankfurt    | 12   | 8  | 1 | 3  | 46:20 | 17:7  |
| 3.     | FSV Frankfurt          | 12   | 7  | 2 | 3  | 34:21 | 16:8  |
| 4.     | 1. Hanauer FC 1893     | 12   | 4  | 3 | 5  | 41:30 | 11:13 |
| 5.     | Kampf SG Wiesbaden     | 12   | 4  | 1 | 7  | 22:28 | 9:15  |
| 6.     | TSV Hanau 1860         | 12   | 2  | 1 | 9  | 10:45 | 5:19  |
| 7.     | SV 05 Wetzlar          | 12   | 1  | 1 | 10 | 11:57 | 3:21  |

|  | Geplaatst voor finale       |
|  | Degradatie naar Bezirksliga |

### Groep 2
| Plaats | Club                              | Wed. | W | G | V | Saldo | Ptn. |
| ------ | --------------------------------- | ---- | - | - | - | ----- | ---- |
| 1.     | Reichsbahn TSV Rot-Weiß Frankfurt | 10   | 8 | 1 | 1 | 51:11 | 17:3 |
| 2.     | SV Darmstadt 98                   | 10   | 7 | 1 | 2 | 41:29 | 15:5 |
| 3.     | FC Union 07 Niederrad             | 10   | 5 | 3 | 2 | 25:14 | 13:7 |
| 4.     | Reichsbahn TuSV Wormatia Worms    | 9    | 4 | 0 | 5 | 23:24 | 8:10 |
| 5.     | VfB Großauheim                    | 10   | 1 | 1 | 8 | 17:49 | 3:17 |
| 6.     | BSG Dunlop Hanau                  | 9    | 1 | 0 | 8 | 15:45 | 2:16 |

## Finale
Heen
|              |                                   |       |                        |                        |
| 5 april 1941 | Reichsbahn TSV Rot-Weiß Frankfurt | 0 - 0 | Offenbacher FC Kickers | Brentanobad, Frankfurt |
| 5 april 1941 |                                   |       |                        | Brentanobad, Frankfurt |

Terug
|               |                        |       |                                   |                          |
| 12 april 1941 | Offenbacher FC Kickers | 6 – 4 | Reichsbahn TSV Rot-Weiß Frankfurt | Bieberer Berg, Offenbach |
| 12 april 1941 |                        |       |                                   | Bieberer Berg, Offenbach |

## Promotie-eindronde
| Plaats | Club                | Wed. | Saldo | Ptn.  |
| ------ | ------------------- | ---- | ----- | ----- |
| 1.     | SpVgg Neu-Isenburg  | 5    | 26:04 | 10:00 |
| 2.     | VfB 1900 Offenbach  | 5    | 18:18 | 06:04 |
| 3.     | LSV Gießen          | 4    | 05:12 | 02:06 |
| 4.     | FSV 08 Ravolzhausen | 6    | 05:12 | 02:10 |

|  | Promotie naar Gauliga Hessen-Nassau 1942/43 |

| Plaats | Club                | Wed. | Saldo | Ptn.  |
| ------ | ------------------- | ---- | ----- | ----- |
| 1.     | SC Opel Rüsselsheim | 6    | 18:08 | 09:03 |
| 2.     | FV Alemannia Nied   | 6    | 16:11 | 06:06 |
| 3.     | Hassia Dieburg      | 6    | 11:10 | 06:06 |
| 4.     | VfR Bürstadt        | 6    | 09:25 | 03:09 |